# Sax Mihály János
Sax Mihály János Nepomuk (Lőcse, 1750. december 5. – Pest, 1824. augusztus 6.) bölcseleti és jogi doktor, egyetemi tanár, királyi tanácsos.

## Élete
Akadémiai jogtanár volt Pécsett, azután Győrött, majd 1806. május 23-án a pesti egyetemre nevezték ki a politika-kamarai tudományok tanárává; tanszékét július 16-án foglalta el. 1814-ben magyar nemességet és királyi tanácsosi címet kapott. Somogy- és Fejér megye táblabírája volt. Sonnenfelsnek a politika-kamarai tudományokat tárgyazó híres munkájából a kivonatot készítette (1808), amelyet az ország minden tanintézetében tanítási vezérfonalként kellett használni. 1819-ben nyugalomba vonult.

## Családja
Neje Helmigh Antónia volt, gyermekeik: Ignác, Antal, Bertalan, Antónia.

## Munkái
- Positiones ex jure universo, quas in universitate Pestiensi publicae eruditorum disquisitioni subjicit. Pestini, 1784.
- Positiones ex scientiis politicis quas in regia universitate scient. Pestiensi publice propugnandas suscepit Emer. Majthényi de Keseleökeö a. 1808. Uo.
- Summaria institutionum politicarum adumbratio. Budae, 1808.

Kéziratban a Magyar Nemzeti Múzeumban: 
- Elementa juris cambialis proposita in sc. univ. Pestiensi. Pestini, 1813. 4rét 23 l.
- Commentationes in summariam jur. Pol adumbratio. Uo. 1813. 4rét 60 lap; mind a kettő Frank Ignácz másolata.